# فراسیون‌آسا
فراسیون‌آسا (نام علمی: Ballota) نام یک سرده از تیره نعناعیان است.